# Destinationsshopping
Destinationsshopping begrepp inom detaljhandeln övertaget från engelskans destination shopping som avser inköpsresor till relativt avlägsna orter utanför den shoppandes vanliga inköpsräjong, längre bort än närmsta stormarknad eller köpcentrum. Destinationsshopping förutsätter närmast en endagsresa. Det främsta exemplet i Sverige är resorna från hela södra Sverige till varuhuset Gekås i Ullared. I begreppet ligger också att verksamheten ska vara så omfattande att den inte bara gäller shoppande som åker bil utan att det även förekommer organiserade bussresor till shoppingorten.
Resor till exempelvis London eller New York vid julhandeln kallas hellre shoppingturism (se shopping) och omfattar flera dagar. 
Shoppingorten kan ha ett brett varuutbud med flera specialbutiker kring ett större varuhus (som i Ullared) eller gälla enstaka specialiserade resmål främst inom varuområdena kläder, skor, lädervaror (skinnkläder), hemtextil (t.ex. linne), vidare glasvaror (Glasriket).
Också en stor del av Sveriges gränshandel utgörs av destinationsshopping med inslag av bussresor. Det gäller särskilt
- resor från södra Sverige (Götaland) till inköpsorten Burg på den tyska ön Fehmarn
- resor från norska Östfold för inköp i Strömstad
- resor i Norrbottens län och Finland, i viss mån även från Norge till köpcentret i Haparanda kring Ikea-varuhuset där